# Contract de cesiune a drepturilor de autor
Un contract de cesiune a drepturilor de autor este un document legal care conține dispoziții pentru transmiterea integrală sau parțială a drepturilor de autor de la proprietar la o altă parte. Acesta este similar, în multe privințe, cu contractul semnat între autori și editori, însă nu implică, în mod normal, plata unei remunerații sau redevențe. Astfel de acorduri constituie elementele cheie ale publicațiilor academice care funcționează în baza unor abonamente, facilitând gestionarea publicării articolelor în funcție de permisiunile acordate pentru tipărire prin drepturile de autor. În epoca comunicațiilor electronice, beneficiile drepturilor de autor au fost puse la îndoială și chiar dacă acestea formează standardul, s-a stabilit ca alternativă utilizarea licențelor cu Acces Deschis de publicare.

## Istorie
Contractele de cesiune a drepturilor de autor au devenit comune în publicistică după adoptarea Legii Drepturilor de autor în 1976, în Statele Unite ale Americii, precum și ulterior elaborării unor acte normative similare de către alte state. Prin acestea s-a stabilit că drepturile de autor îi revin autorului din momentul creării operei (și nu de la publicare). Acest fapt a impus editorilor condiția de a obține de la autori drepturile necesare pentru a putea vinde sau pentru a accesa operele autorilor. Astfel, declarațiile scrise și semnate de către deținătorul drepturilor de autor au devenit necesare pentru ca transferul drepturilor să fie considerat valid.

## Scop
„Situațiile în care autorii dețin drepturile de autor presupun, în general, un efort considerabil în ceea ce privește corespondența și păstrarea unei evidențe și pot, adesea, duce, la întârzieri inutile. Deși acest lucru poate părea trivial, o revistă bună, ce publică lucrări inedite și care se poate aștepta la câteva sute de cereri pe an, chiar și doar pentru o cerere, o sarcină de o asemenea amploare poate deveni costisitoare. Pe de altă parte, dacă revista deține drepturile de autor, cererile, judecățile de valoare și permisiunile, acestea pot fi cu promptitudine manevrate în interesul tuturor celor implicați.”—J. Lagowski (1982)
Acordarea editorilor permisiunea pentru a putea imprima, afișa și distribui opera necesită un contract valid de cesiune a drepturilor de autor. Întinderea acestor contracte de cesiune a drepturilor de autor poate să difere, întrucât "unii editori solicită ca, în măsura în care este posibil, să le fie cedate, drepturile de autor". Acest lucru înseamnă că nimeni, nici autorii, nu pot reutiliza textele, tabelele sau figurile în alte publicații, fără a obține, mai întâi, permisiunea de la noul deținător al drepturilor de autor.
Contractele de cesiune a drepturilor de autor necesită, de asemenea, consimțământul autorilor cu privire la materialele care urmează a fi publicate, mai precis, confirmarea faptului că materialul pentru care s-a realizat cesiunea drepturilor de autor nu a fost deja publicat sau oferit spre publicare altor edituri, pentru a evita duplicarea publicațiilor și plagiatul.

## Critici
Criticii afirmau că acordul asupra cesiunii drepturilor  de autor în publicațiile științifice reprezintă "în aceeași măsură asigurarea pe termen lung a gestionării activelor, precum și a furnizării serviciilor pentru comunitatea academică", deoarece această practică pare să favorizeze editorii și nu autorii în sine. Cesiunea drepturilor de autor poate intra, de multe ori, în conflict cu practicile de auto-arhivare sau pare a fi conflictuală din cauza limbajului ambiguu.
În 2017, a 9-a sesiune a Curții de Apel a admis, în cazul Johnson vs. Storix, cesiunea drepturilor de autor fără o dovadă scrisă. În acest caz, autorul, Anthony Johnson a vândut software-ul ca unic proprietar și l-a încorporat în compania sa, Storix, Inc., în anul 2003. Opt ani mai târziu, el a oferit 60 % din cota de profit salariaților, care l-au înlăturat, ulterior, de la conducere și au revendicat drepturilor de autor în totalitate. Curtea a confirmat decizia juriului conform căreia Johnson a încheiat un acord verbal pentru transferarea drepturilor de autor, la întocmirea raportului, un an mai târziu, acesta declarând că a transferat "toate bunurile". Juriul a respins pretenția lui Johnson motivând că acesta intenționează doar să transfere licența de a vinde software-ul, și a decis că Johnson a devenit o lucrare de închiriat în urma deschiderii companiei prin urmare, de asemenea, pierde toate drepturile lucrărilor sale derivate. Acesta este primul caz în care un document, în sine, nu un contract sau acord și care nu conțin nicio referire la drepturile de autor, a fost considerat un "act sau memorandum" de transfer a drepturilor de autor, și prima dată când un proprietar unic al unei companii a fost desemnat un angajat de proprietate din motive legate de dreptului de autor. Aceasta servește ca o lecție pe care o "scriere" cerută de legea drepturilor de autor nu trebuie neapărat să fie "clară", dar poate conține clauze vagi care pot fi interpretate de curs de soluționare de către părțile terțe să presupusa tranzacție.

## Tipuri de contracte de licență
În domeniul proprietății industriale:
1. Licență pentru invenție.
2. Licență pentru model de utilitate.
3. Licență pentru design industrial.
4. Licență pentru marca înregistrată.
5. Licență de transfer de know-how.
6. Alte tipuri.

În domeniul drepturilor de autor și al drepturilor conexe:
1. Drepturi de autor și contracte de licență.
2. Comanda privind contractul de autorizare.
3. Acord privind utilizarea software și a bazelor de date.
4. Cu privire la utilizarea fonogramelor.
5. Cu privire la utilizarea transmisiilor terestre și prin cablu.
6. Alte tipuri.

## Alte modele
Contractele de cesiune a drepturilor de autor reprezintă un mod de a administra drepturile de autor. De la apariția modalității de publicare digitale, diverși analiști au subliniat beneficiile păstrării drepturilor de autor. Pe baza acestora, editorii au început să implementeze acorduri de licență, potrivit cărora autorul lucrării își păstrează dreptul de autor și oferă editorului permisiunea (exclusivă sau nu) de a-i reproduce și de a-i distribui opera. Un al treilea model este așa-numitul "browse-wrap" sau "click-wrap", modelul de licență din ce în ce mai utilizat și popular, cunoscut sub forma licențelor Creative Commons. Acestea permit oricui (inclusiv editorului) să reproducă și să distribuie opera autorului, cu câteva posibile restricții. Licențele Creative Commons sunt folosite de mai multe reviste cu acces deschis.

## Acte adiționale - addendum
Acordurile privind transferul drepturilor de autor sunt, de obicei, pregătite de către editor, iar unele publicații includ la tipărirea fiecărei ediții o copie a declarației prin care autorul își dă consimțământul pentru publicare. Dacă autorii doresc să se abată de la frazarea inițială – spre exemplu, dacă își doresc să păstreze drepturile de autor sau refuză să acorde editorului dreptul exclusiv de a publica – modificările dorite pot fi specificate, prin editarea documentului sau prin atașarea unui act adițional (addendum) la copia versiunii implicite. Cu toate acestea, politicile editoriale privind acceptarea unor astfel de acte adiționale variază. Unele instituții oferă instrucțiuni și ajutor angajaților în vederea elaborării unor astfel de acte adiționale.